# Вашингтон (округ, Індіана)
Шаблон:StateAbbr_ 38°36′ пн. ш. 86°07′ зх. д. / 38.6° пн. ш. 86.11° зх. д.
Округ Вашингтон (англ. Washington County) — округ (графство) у штаті Індіана, США. Ідентифікатор округу 18175.

## Історія
Округ утворений 1814 року.

## Демографія
За даними перепису
2000 року
загальне населення округу становило 27223 осіб, зокрема міського населення було 6340, а сільського — 20883.
Серед мешканців округу чоловіків було 13620, а жінок — 13603. В окрузі було 10264 домогосподарства, 7582 родин, які мешкали в 11191 будинках.
Середній розмір родини становив 3,05.
Віковий розподіл населення поданий у таблиці:
| Стать    | До 15 років | 15-21 | 22-29 | 30-39 | 40-49 | 50-65 | 65-85 | Понад 85 |
| -------- | ----------- | ----- | ----- | ----- | ----- | ----- | ----- | -------- |
| Чоловіки | 3085        | 1389  | 1447  | 2042  | 2146  | 2132  | 1292  | 87       |
| Жінки    | 2891        | 1247  | 1313  | 2015  | 2055  | 2183  | 1622  | 277      |

## Суміжні округи
- Джексон — північ
- Скотт — північний схід
- Кларк — південний схід
- Флойд (південь-південний схід)
- Гаррісон — південь
- Кроуфорд — південний захід
- Орандж — захід
- Лоуренс — північний захід

## Виноски
1. ↑  U.S. Decennial Census. United States Census Bureau. Архів оригіналу за 19 липня 2018. Процитовано 10 липня 2014.
2. ↑  Historical Census Browser. University of Virginia Library. Архів оригіналу за 11 серпня 2012. Процитовано 10 липня 2014.
3. ↑  Population of Counties by Decennial Census: 1900 to 1990. United States Census Bureau. Архів оригіналу за 4 жовтня 2014. Процитовано 10 липня 2014.
4. ↑  Census 2000 PHC-T-4. Ranking Tables for Counties: 1990 and 2000 (PDF). United States Census Bureau. Архів оригіналу (PDF) за 18 грудня 2014. Процитовано 10 липня 2014.
5. ↑  Washington County QuickFacts. Бюро перепису населення США. Архів оригіналу за 22 липня 2011. Процитовано 25 вересня 2011.(англ.) Наведено за англійською вікіпедією.
6. ↑  American FactFinder. Бюро перепису населення США. Архів оригіналу за 26 лютого 2012. Процитовано 31 січня 2008.

| США | Це незавершена стаття з географії США. Ви можете допомогти проєкту, виправивши або дописавши її. |